# Anemina angula
Anemina angula је шкољка из реда Unionoida и фамилије Unionidae. 

## Распрострањење
Јужна Азија је природно станиште врсте. Ова врста живи у рекама Јангцекјанг и Река Цјантанјанг, у Кини

## Станиште
Станиште врсте су слатководна подручја.